# Helmsdorf
Helmsdorf è una frazione della città tedesca di Dingelstädt.

## Storia
Il 1º gennaio 2019 il comune di Helmsdorf venne aggregato alla città di Dingelstädt.